# Királykegye
Királykegye, 1888-ig Königsgnade (románul Tirol, korábban Chiroi, németül Tirol vagy Königsgnad, krassován nyelvjárásban Tilori) falu Romániában, a Bánságban, Krassó-Szörény megyében.

## Fekvése
Boksánbányától 17 kilométerre délnyugatra, a Paulis nevű dombon fekszik.

## Nevének eredete
Hivatalos magyar neve a német név tükörfordításával keletkezett és I. Ferenc magyar királyra utal.

## Története
1809-ben, a francia és bajor megszállás ellen kitört tiroli felkelés leverése után Joseph Speckbacher vezetésével sok tiroli Bécsbe menekült, főként Schwaz városából. I. Ferenc rendeletére 87 család a Bánátban, a Füzes, Doklin és Binis határából kihasított 4264 holdas területen új falut alapított. Néhány család francia nevet viselt (Girardy, Renoi, Mique, Melaune). Házaikat terméskő alapon vályogtéglából, zsindelyfedéllel építették. 1812-ben a faluban megalapították a római katolikus plébániát, műhelyeket, szatócsboltot, orvosi rendelőt és gyógyszertárat hoztak létre (az utóbbi kettő pár év után megszűnt).
A telepesek nehezen birkóztak meg a szokatlan éghajlattal és a rossz talajjal (ráadásul Tirolban nem is foglalkoztak földműveléssel). Az első évtizedben 255-en haltak meg. Amikor 1818-ban tiroli papjukat Temesvárra helyezték át, sokan követték és Temesváron külön utcában telepedtek le (Meierhöfe). Ezután másfél évtizedig, majd 1838 és 1863 között ismét magyar plébánosok szolgáltak a faluban. 1820-ban, miután Tirolt visszacsatolták a Birodalomhoz, a többség visszaköltözött és csak 22 család maradt Königsgnadon. Ezután több hullámban új telepesek költöztek be: 1823-ban bánáti, ausztriai, sziléziai, csehországi, bajor és mosoni németek, 1828-ban krassovánok, 1849 után a Sáros vármegyei Komlósról és a Liptó vármegyei Gombásról szlovákok. 1859-re az alapító tiroli családok közül már csak egyetlenegy élt a faluban.
1855-től a StEG tulajdona. A 19. század végén jelentős volt selyemhernyó-tenyésztése, a 20. század elején két szódaüzeme működött. 1908-tól hetivásárt tartott. Románok nagyobb számban 1947-től települtek be, először a szőlőültetvények mellé. 1993 óta a Szent Vér Misszionáriusai zárdájában német anyanyelvű apácák élnek a faluban.
Krassó, 1880-tól Krassó-Szörény vármegyéhez tartozott.

## Lakossága
1900-ban az 1415 lakosból 922 német, 348 krassován és cseh, 98 szlovák, 20 magyar és 12 román anyanyelvű volt. 57%-uk írt–olvasott, a nem magyar anyanyelvűek 3%-a beszélt magyarul.

2002-ben 642 fő lakta, közülük 435 román, 116 német, 59 horvát (krassován) és 17 magyar nemzetiségű, felekezet szerint 350 ortodox és 269 római katolikus.

## Látnivalók
- Római katolikus temploma 1850 körül épült. Körülötte 1896-ban millenniumi parkot létesítettek száz hárs- és negyven fenyőfával.

## Gazdasága
- A két világháború között a StEG utódja, az UDR telepítette szőlőit. A borgazdasághoz ma 585 hektár tartozik, olaszrizling, sauvignon blanc és merlot fajtákat termeszt.

## Híres emberek
- Itt született 1911. január 18-án Nikolaus Halsdorfer festőművész.